# 禁書
禁書（きんしょ）とは、法律や命令で特定の本の発行・輸入・閲覧・所持を禁止する行為、あるいは禁止された本のことである。歴史上有名な禁書行為としては秦の始皇帝による焚書坑儒、近代のカトリック教会による禁書目録の作成、ナチス・ドイツによる政治的禁書および焚書、大日本帝国による二千冊を越える発禁・削除処分などがあげられる。

## 禁書の理由
禁書が行われる理由はさまざまだが、書かれた内容が宗教的なタブー（神や聖書の否定、支配的な宗派からの逸脱、異端）、あるいは文化的なタブー（食人、近親相姦など）に触れるものであったり、その国の体制を支えている政治システムやイデオロギーに対する批判となっていたり、わいせつな放埓（『O嬢の物語』『ファニー・ヒル』など）や残虐描写を描いていたり、否定的に評価される政治的指導者の著書（アドルフ・ヒトラーの『我が闘争』など）や政治犯の手記である、などといったことが挙げられる。また魔術を乗せた本つまり魔導書なども含まれる。

## 各国の禁書

### 日本
江戸時代は江戸幕府に関するものや『太閤記』など豊臣秀吉を綴ったもの、ほか風紀を乱すとされたものなどが発禁処分を受けた。大日本帝国時代の日本では事前検閲をした上で、讒謗律、新聞紙条例、出版法、新聞紙法、映画法、治安維持法などに基づき、「安寧秩序の紊乱」あるいは「風俗壊乱」などを理由に、天皇機関説を唱えた美濃部達吉の著書やカール・マルクス『資本論』のほか、井原西鶴『好色一代女』や江戸川乱歩『黒蜥蜴』、小林多喜二『蟹工船』など、二千冊を超える書物が発売禁止・削除処分を受けた。アドルフ・ヒトラー『我が闘争』の日本語訳では、日本人を侮蔑する内容が削除された。第二次世界大戦の敗戦後は、GHQによる検閲が開始され、占領終了まで継続された。実際の検閲出版物は国会図書館内のプランゲ文庫に所蔵されている。その指針は占領政策批判、戦前戦中の連合国の行動に対する批判、占領軍兵士の非行への言及など三十項目に及び、太宰治・谷崎潤一郎・川端康成といった文豪の著作も被害を受けた。
- 享保七年の出版条目[10][11]
- 寛政二年の出版統制令[12]
- 天保の改革における出版統制

### アメリカ
ペン・アメリカによれば、2022年6月までの1年間に1648冊が禁書として規制され、とくに規制された本のおよそ4割はLGBTQ（性的少数者）をテーマに扱っていたもので、一部保守層が人種差別やLGBTQについて学校で教えることに反対していることが背景にあると指摘されている。「マムズ・フォー・リバティ (Moms for Liberty)」のような保守的な保護者団体が極右と連動しながら、各地の教育委員会や図書館に圧力をかけ、LGBTQや黒人奴隷の歴史などを学校教育で教えることに激しく反発している。

### ヨーロッパ
ヨーロッパでは活版印刷が行われる以前は書物は手書きで作られていたため、流通数が少なくコントロールが容易であった。しかし印刷物の数が爆発的に増えることでその影響力も甚大となり、政治的・社会的権威にとって不都合あるいは脅威を及ぼす書物が禁書という形でコントロールされるようになった。

### ロシア
2016年現在、ロシアは過激資料の連邦リストとして1000点以上を指定しており、図書だけでなくインターネット上でも禁書を行っている。ロシアでの禁書には、エホバの証人やサイエントロジー教会やイスラム教などの宗教文献、『ファシズムの教義』や『我が闘争』や『ロシアファシストの最後の意志』(ロシアファシスト党党首コンスタンチン・ロジャエフスキー著)などのファシズム文献、反ユダヤ文献などを含んでいる。特殊なところでは、コルネイ・チュコフスキーの絵本である『ごきぶり大王』も禁止されている。
- 反革命罪、58条 (RSFSRの刑法)（英語版）

### 中国
中国では秦の始皇帝による焚書坑儒が有名だが、最古は戦国初期の秦の禁書である。前漢代は開放的な政策がとられ、後漢代も予言書を禁じる程度だった。続く魏晋南北朝時代も、廃仏時の仏書や道教経典と予言書の禁止、隋唐代も会昌の廃仏に見られる程度である。宋代は新法・旧法の争いで旧法党の文集が禁書となった。元代は予言書や偽書と認定した道教経典を禁止した程度で、明代は李卓吾『焚書』などの思想的な書物のほか、『剪灯新話』などの小説が禁書となった。清代は『四庫全書』で流通する書物を確定した。陽明学の書や満洲族を蛮族視した書物は本文を改変して収録し、価値の低い書物は目録にのみ記載し、目録に記載されなかったものからブラックリストを作成した。現代は中国共産党に対する批判や歴史的事件を記載した本などが発売禁止となる場合があり、香港を除く中国国内で、国務院が禁書リストを作成して取り締まりを行う(中華人民共和国の出版禁止物リスト)。2012年5月、上海で起きた1万冊近い違法書籍の販売・所持事件では、違反者に5年5カ月 - 6年の懲役と罰金が求刑され、違法書籍は焼却処分された。2015年には、香港で銅鑼湾書店事件が発生している。中国で発売禁止の本は香港と台湾で出版、販売される傾向がある（中国大陸で禁書とされる香港・台湾の書物）。

### 北朝鮮
内藤陽介によると、北朝鮮（朝鮮民主主義人民共和国）では『マルクス＝エンゲルス全集』や『レーニン全集』は有害図書に準じるものとして図書館にあるものも自由に閲覧できなくなっている。